# Bride
Bride was een Amerikaanse christelijke metalband, opgericht in de jaren 1980, door de broers Dale en Troy Thompson. Tijdens de topjaren van de band stond het bekend om een breed scala aan muziekstijlen en blijft het populair in landen zoals Brazilië. Hun nummer Same' Ol Sinner staat op het Digital Praise pc-spel Guitar Praise.

## Bezetting
Huidige bezetting
- Dale Thompson[3] (zang)
- Troy Thompson[4] (gitaar)

Voormalige leden
- Steve Osborne (gitaar, 1986–1988, 2006, 2009)
- Scott Hall[5] (basgitaar, 1986–1988)
- Rick Foley[6] (basgitaar, 1991–1994)
- Steve Curtsinger[7] (basgitaar, 1995–1998,1999)
- Stephen Rolland (drums, 1986–1990)
- Frank Partipillo[8] (basgitaar, 1988–1991)
- Andrew Wilkinson (basgitaar, 1998–1999)
- Michael Loy[9] (drums, 1999–2009)
- Lawrence Bishop[10] (basgitaar, 1999–2009)
- G.D Watts (basgitaar, 2009–2013)
- Jerry McBroom[11] (drums, 1991–1999, 2009–2013)

## Geschiedenis
Bride werd begin jaren 1980 geformeerd in Louisville (Kentucky) door de broers Dale en Troy Thompson. In eerste instantie onder de naam Matrix, begonnen de broers in 1983 met het schrijven van muziek en het opnemen van demo's. Ze namen vier demo's op en begonnen ze te verkopen tijdens concerten en via tijdschriften. In 1986 opende de band voor de Canadese band The Daniel Band in Pottstown, Pennsylvania. Deze voorstelling trok de aandacht van een agent van Refuge Records, die besloot ze te contracteren bij het nieuwe label Pure Metal Records, dat gericht was op metalmuziek. Op dat moment bestond de band uit gitarist Steve Osborne (1966-2011), bassist Scott Hall en drummer Stephen Rolland. Ze veranderden officieel de naam in Bride en namen vervolgens Show No Mercy op. In 1988 voegde bassist Frank Partipilo zich bij de band en met deze bezetting namen ze Live to Die en Silence Is Madness (1989) op.
Met het einde van hun contract bij Pure Metal Records bracht de band in 1990 het verzamelalbum End of the Age uit met hits van hun eerste drie albums, evenals twee nieuwe nummers die Bride-nietjes zouden worden - Everybody Knows My Name en Same Ol' Sinner. Het album betekende het einde van een tijdperk, toen de band wisselde van de heavy metal uit hun verleden naar een door Guns N' Roses beïnvloed hardrock-geluid. In 1991 voegden Rick Foley (bas) en Jerry McBroom (drums) zich bij de band. Met een nieuw platencontract bij Star Song Records bracht de band Kinetic Faith uit. Het album leverde een aantal hits op bij de commerciële radio. In 1992 werd aangekondigd dat Dale zou vertrekken om zich bij Stryper te voegen om Michael Sweet te vervangen, maar dit heeft nooit plaatsgevonden. Ze volgden Kinetic Faith met Snakes in the Playground en Scarecrow Messiah (1994), voordat ze de nieuwe compilatie Shotgun Wedding: 11 No. 1 Hits and Mrs. uitbracht en uiteindelijk afscheid nam met Starsong in 1995. Alle drie albums produceerden vele succesvolle hits in Brazilië, waar de band toerde en werd ontvangen met een enorme drukte en een grote schare fans.
Datzelfde jaar besloot de band een contract voor één plaat te tekenen bij het nieuwe label Rugged Records. Ze verwelkomden ook de nieuwe bassist Steve Curtsinger. De band verliet het rechttoe rechtaan hardrockgeluid en ging in 1995 een andere richting op met Drop. Drop had een alternatief rockgeoriënteerd geluid met banjo en mandoline. Na aanbevelingen van producent en vriend John Elefante tekende de band bij Organic Records, een ander opkomend label dat hen graag wilde ophalen. In 1997 brachten ze The Jesus Experience uit, die hun neigingen naar een alternatieve stijl voortzette, maar met een lichte ondertoon van grunge en post-grunge. Het volgende jaar brachten ze Oddities uit. Hoewel bedoeld als een terugkeer naar hun roots, was het album meer een mix tussen alternatieve rock en hardrock.
Na enkele geschillen met het label, vroeg de band om te worden ontbonden van haar contract. Enige tijd later werd Curtsinger vervangen door Andrew Wilkinson voordat Lawrence Bishop de plek overnam, McBroom vertrok ook en werd vervangen door Michael Loy. Opgepikt door Absolute Records en op weg naar het rapcore-circuit, bracht de band in 2001 Fist Full of Bees uit. Het album werd snel in diskrediet gebracht door fans omdat het nu metal- en rapcore-elementen bevatte. In 2003 bracht de band in eigen beheer This Is It uit, wat een terugkeer markeert naar een meer rockgedreven geluid, echter zonder de melodische elementen van hun eerdere hardrockalbums. Het werd in 2006 opnieuw uitgebracht bij Retrospective Records, digitaal geremasterd en met bonustracks en een nieuwe cover.
In 2006 bracht Bride Skin for Skin uit en ging verder met het nieuwe geluid dat debuteerde op This Is It. Het bevatte ook gitaarsolo's van voormalig Bride-gitarist Steve Osborne. Het album werd geprezen door Bride-fans, met name Scott Waters van Ultimatum, die zei dat het een logische stap was van This Is It en een eerlijke en succesvolle poging was om verder te gaan zonder je zorgen te maken over wat populair is. De band herenigde zich met de voormalige leden Jerry McBroom en Steve Osborne om hun volgende album Tsar Bomba op te nemen, dat op 27 oktober 2009 werd uitgebracht. In 2011 heeft Retroactive Records de eerste drie albums van de band (Show No Mercy, Live to Die, Silence Is Madness) geremasterd en opnieuw uitgebracht in de serie The Originals. Daarnaast is This Is It uit 2003 ook geremasterd om de herpublicaties te ondersteunen.
Oorspronkelijk gitarist Steve Osborne pleegde op 16 november 2011 zelfmoord. In december 2013, na 30 jaar, kondigde Dale Thompson aan dat de band ten einde liep. Eind 2017 besloten Dale en Troy om weer samen te komen en het laatste album Snake Eyes op te nemen, dat in juni 2018 in eigen beheer zou uitkomen. Dale heeft John the Baptist gepost als een voorproefje van het nieuwe album.

## Awards
Bride heeft vier Dove Awards ontvangen van de Gospel Music Association. Drie waren voor Hard Music Song in 1992, 1993 en 1994. De vierde was bij de 25e GMA Dove Awards in 1995 voor Hard Music Album voor Scarecrow Messiah.

## Discografie
Studioalbums
- 1986: Show No Mercy (Pure Metal)
- 1988: Live to Die (Pure Metal)
- 1989: Silence Is Madness (Pure Metal)
- 1991: Kinetic Faith (Star Song)
- 1992: Snakes in the Playground (Star Song)
- 1994: Scarecrow Messiah (Star Song)
- 1995: Drop (Rugged Records)
- 1997: The Jesus Experience (Organic Records)
- 1998: Oddities (Organic, Reviews: HM Magazine)
- 2001: Fist Full of Bees (Absolute Records)
- 2003: This Is It (independent)
- 2006: Skin for Skin (Retroactive Records)
- 2009: Tsar Bomba (Retroactive Records)
- 2013: Incorruptible (Retroactive Records)
- 2018: Snake Eyes (independent)

Compilaties en andere publicaties
- 1990: End of the Age (Star Song)
- 1992: Snakes in the Playground Special Collector's Edition (Star Song)
- 1993: God Gave Rock 'n' Roll to You (Star Song)
- 1995: Shotgun Wedding: 11 No. 1 Hits and Mrs. (Star Song)
- 1994: Lost Reels I (independent)
- 1994: Lost Reels II (independent)
- 1994: I Predict a Clone - verschillende artiesten (a tribute to Steve Taylor)
- 1997: Lost Reels III (independent)
- 1999: Bride Live! Volume I (Old School Records)
- 2000: Bride Live Volume II Acoustic (Millennium Eight Records)
- 2000: Best of Bride (Organic Records)
- 2001: Live at Cornerstone 2001 (Millennium Eight Records)
- 2001: The Matrix Years / Lost Reels (Millennium Eight Records)
- 2001: MP3 Major Releases (independent)
- 2001: MP3 Independent Releases (independent)
- 2002: The Organic Years (Millennium Eight Records)
- 2003: Raw (independent 7-track demo)
- 2006: This Is It (Retroactive Records met bonus tracks)